# Minkhaung II
Minkhaung II (birman ဒုတိယ မင်းခေါင်, du̯ti̯jɑ̯ míɴgàuɴ ; 9 octobre 1446 – 7 avril 1501) fut le douzième souverain du royaume d'Ava, en Birmanie (actuelle République de l'Union du Myanmar). Il régna de 1480 à 1501, période qui inaugure le déclin du royaume en Haute-Birmanie. Yamethin, au Sud d'Ava, se révolta au moment de l'accession de Minkhaung au trône et resta indépendante durant tout son règne. Plus au Sud, les régions de Prome et Tharrawaddy se révoltèrent en 1482, restant également indépendantes. Au milieu des années 1490, les États Shans de Mohnyin, Mogaung, Momeik et Kale (Kalay) avaient eux aussi pris leur autonomie et commençaient à lancer des raids dans le nord des territoires d'Ava. Minkhaung fut contraint de s'appuyer de plus en plus sur l'aide militaire de Mingyinyo, le gouverneur de Taungû. À la fin de son règne, Taungû était devenu aussi puissant que son suzerain Ava.
Minkhaung II partagea le trône avec son fils aîné Thihathura II, avec lequel il régna pendant 15 ans. Mais Thihathura II mourut un mois avant lui. Au décès de Minkhaung II en mars 1501, son successeur fut son fils cadet Shwenankyawshin (Narapati II).

## Jeunesse
Minkhaung II était le fils aîné du roi d'Ava Thihathura, qui le nomma prince héritier durant son règne (1468–1480) et lui donna la région de Dabayin en fief. Ses plus jeunes frères gouvernaient aussi différentes régions, tandis que ses oncles Mingyi Swa et Thado Minsaw régnaient dans le sud, respectivement à Prome (Pyay) et Tharrawaddy.

## Règne
À la mort de Thihathura en 1480, Minkhaung II, âgé de 33 ans, lui succéda sur le trône sous le nom de règne de Thirithuddhamma Raza. Comme il était devenu coutumier à Ava, Minkhaung devait se faire reconnaître des potentats de chaque région du royaume. Ses oncles de Prome et Tharrawaddy lui accordèrent une reconnaissance de pure forme, mais ses jeunes frères, qui régnaient plus près, à Salin et à Se dans l'Ouest, et à Yamethin au Sud-Ouest, se révoltèrent ouvertement.

### Révoltes
À Yamethin, son frère Minyekyawswa représentait la menace la plus grave : il détenait les cinq districts d'irrigation de Kyaukse, grenier à blé de la Haute-Birmanie. Minkhaung ordonna à Sithu Kyawhtin, ancien général de son père et vice-roi de Taungû, d'attaquer Yamethin par le sud, tandis que lui-même l'attaquerait par le nord (la ville se trouve à mi-distance d'Ava et Taungû). Mais les importantes fortifications de Yamethin les tinrent en échec. Sithu Kyawhtin mourut au combat et Minkhaung dut abandonner l'attaque après deux mois de siège. Il nomma le fils de Sithu Kyawhtin, Min Sithu (ou Sithunge), gouverneur de Taungû. Au cours des années qui suivirent, Ava fit constamment des tentatives pour soumettre Yamethin, mais la région réussit à conserver son indépendance jusqu'à la fin du règne.
Son incapacité à récupérer Kyaukse fit qu'Ava ne fut jamais assez fort pour pacifier les autres régions. En 1482, Mingyi Swa mourut à Prome et son frère Thado Minsaw, maître de Tharrawaddy, s'empara de la région et se déclara indépendant. Minkhaung envoya une armée attaquer Prome, mais elle ne put la prendre et dut se retirer. Prome devint un royaume indépendant avec des territoires jusqu'à Tharrawaddy et Myedu (il resta indépendant jusqu'en 1532, puis semi-indépendant sous la domination d'Ava jusqu'en 1541.)
En 1482 également, les états Shan de Mohnyin et Momeik se révoltèrent dans le nord. Minkhaung, occupé avec Yamethin, ne put pas les réprimer. À partir des années 1490, les autres états Shan jadis fidèles à Ava (Kale (Kalay) et Mogaung) échappèrent également à son contrôle. Mohyin, en particulier, reprit son habitude de lancer des raids contre les villes de Haute-Birmanie, surtout Myedu. Seul l'état d'Hsipaw (Thibaw) demeurait un allié indéfectible.

### Alliance avec Mingyinyo
En 1486, Mingyinyo assassina son oncle Min Sithu, que Minkhaung avait reconnu gouverneur de Taungû cinq ans auparavant, mais il envoya un tribut à Ava et Minkhaung n'était pas en position de le punir : il accepta donc son allégeance et lui accorda formellement le gouvernorat de Taungû.
Mingyinyo resta loyal à Ava jusqu'à la fin du règne de Minkhaung. Dans les années 1490, il combattit Yamethin et le royaume d'Hanthawaddy dans le sud. En 1492, après la mort du roi Dhammazedi, il attaqua ce royaume sans l'accord de Minkhaung. Le nouveau roi Binnya Ran II envoya contre lui une expédition punitive en 1495, mais cela n'empêcha pas Taungû de croître en puissance au point d'être devenu l'égal d'Ava au moment de la mort de Minkhaung.
Ava et Yamethin restèrent en guerre jusqu'à la fin du règne. Minyekyawswa mourut à Yamethin en août 1500 et son frère et ennemi juré Minkhaung à Ava en mars 1501.

## Règne commun avec Thihathura II
Au moment de son accession au trône, Minkhaung avait nommé pour héritier son fils aîné, qui avait sept ans. Il le fit couronner à douze, avec le titre de Maha Thihathura. Thihathura II gouverna avec son père durant 15 ans, vivant dans le même palais et arborant une ombrelle blanche comme symbole de souveraineté. Il mourut en mars 1501, un mois avant son père. C'est son cadet Shwenankyawshin qui succéda à Minkhaung.